# Mecistognatha flavida
Mecistognatha flavida là một loài bướm đêm trong họ Noctuidae.